# Moviestar (samlingsalbum)
För andra betydelser, se Moviestar (olika betydelser).
Moviestar är ett samlingsalbum av den svenska popartisten Harpo, utgivet i Danmark 1996 på skivbolaget CMC Records.

## Låtlista
1. "Moviestar"
2. "Honolulu"
3. "Horoscope"
4. "Motorcycle Mama"
5. "In the Zum Zum Zummernight"
6. "Smile"
7. "Rock 'n' Roll Clown"
8. "San Franciscan Nights"
9. "Teddy Love"
10. "Television"
11. "Baby Boomerang"
12. "Sayonara"
13. "Angel"
14. "Why Can't We Be Friends"
15. "Party Girl"
16. "Wishing You Were Here"
17. "Light a Candle"
18. "Back in the Woods"
19. "Honolulu Dance"